# 密厳寺 (三好市)

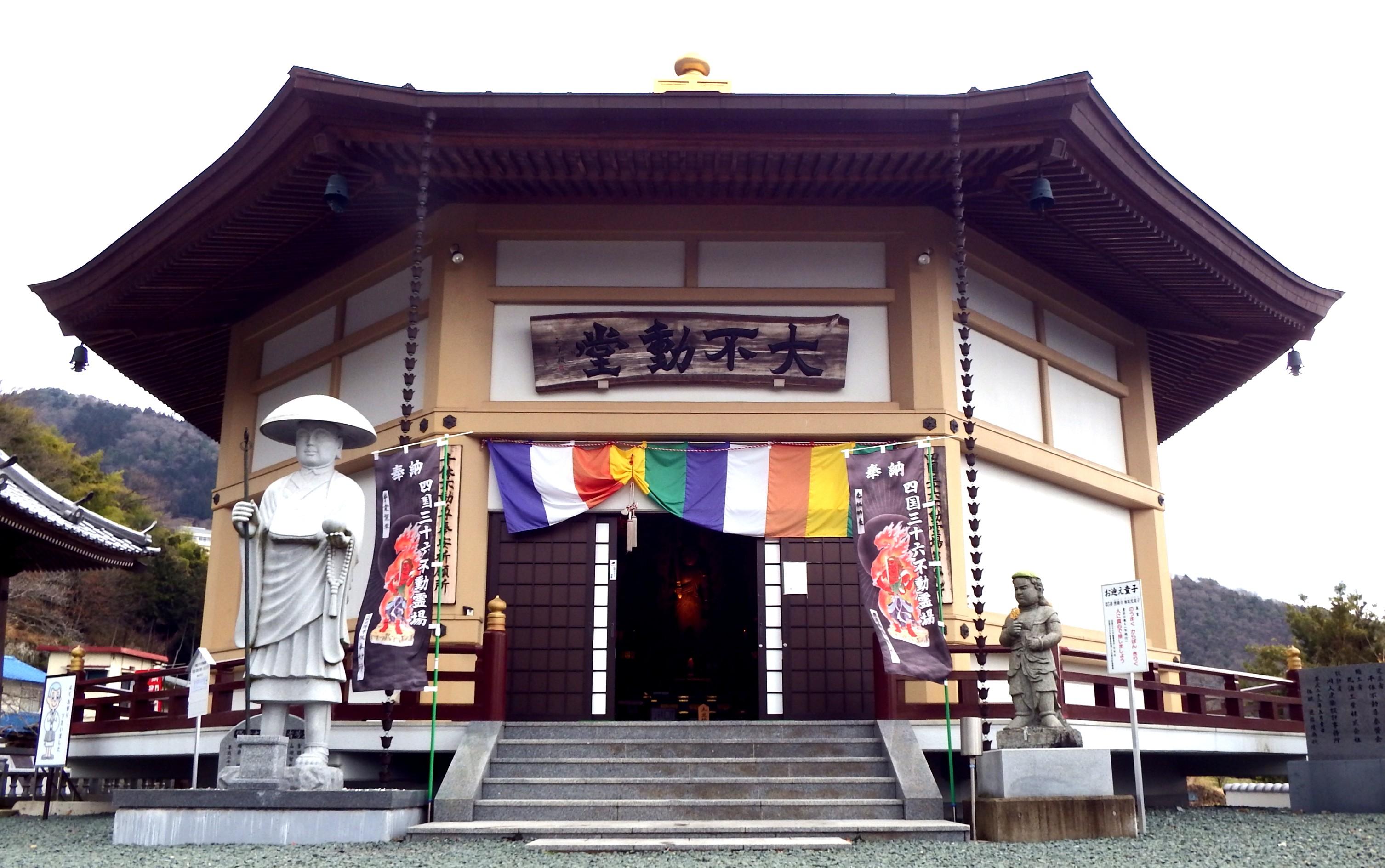
八角不動堂

密厳寺（みつごんじ）は、徳島県三好市池田町西山にある真言宗御室派の寺院である。山号は寶光山。本尊は聖観世音菩薩。四国三十六不動霊場5番札所。阿波西国三十三観音霊場22番札所。四国阿波八供養菩薩霊場「金剛燈菩薩」。

## 歴史
816年（弘仁7年）、空海による一夜建立が起源。大西城主の祈願所であり、城主の大西覚養に寄進された大般若経が現在も残っている。
戦国時代に長宗我部元親の兵火により、本堂、方丈宝物殿が焼失するが、権大僧都の真海上人により再興される。1807年（文化4年）には、自坊の失火により再度焼失、後に悉浄上人により再興される。

## 境内
- 山門
- 本堂：本尊は聖観音菩薩、脇仏の不動明王は大師の爪彫りの作と伝わる秘仏。
- 八角不動堂：大師作の不動明王の前仏として造られた四国最大級の大きさで樹齢四百年越のケヤキの素造立像と矜迦羅童子・制叱迦童子。周りの壁面にはおびただしい数の奉納不動明王像。
- 鐘楼

花びらがいつまでも散らずに残るジュツュの桜や、天馬が降り立ち蹄の跡があり、阿波池田ユースホステルを併設する。
境内の中と前に駐車場あり（無料）

## 前後の札所
四国三十六不動霊場
4番 箸蔵寺 -- (7Km) -- 5番 密厳寺 --(約7km)-- 6番 不動院

## 交通
- JR土讃線「阿波池田駅」より車で約20分。